# Kościół Wniebowzięcia Najświętszej Maryi Panny w Opactwie
Zawartość tej strony może naruszać prawa autorskie.
Tekst źródłowy prawdopodobnie pochodzi z:
https://zabytek.pl/pl/obiekty/opactwo-zespol-klasztorny-benedyktynow-ob-kosciol-parafialny-p
1. Nie usuwaj tego szablonu. Zostanie on usunięty, jeżeli prawa autorskie tego artykułu zostaną wyjaśnione.
2. Jeżeli potrafisz, napisz artykuł tak, aby nie naruszał praw autorskich.
3. Jeżeli masz prawa autorskie do tej treści lub masz zgodę na publikację zgodną z naszą licencją, prosimy, napisz o tym na stronie dyskusji tego artykułu i na stronie Wikipedia:Lista NPA oraz zastosuj procedurę zamieszczania haseł wcześniej opublikowanych.
4. Artykuł zostanie usunięty, jeżeli status praw autorskich do zawartych w nim treści nie zostanie wyjaśniony.

Powielanie materiałów chronionych prawami autorskimi – bez zezwolenia właściciela tych praw – jest pogwałceniem obowiązującego prawa, jest też sprzeczne z ustaleniami Wikipedii. Osobom, które regularnie wstawiają takie materiały, może zostać odebrane uprawnienie edytowania Wikipedii.
Kościół Wniebowzięcia Najświętszej Maryi Panny w Opactwie – katolicki kościół w Opactwie, w województwie mazowieckim,  w powiecie kozienickim, w gminie Sieciechów. Główna część zespołu klasztornego Benedyktynów sieciechowskich. Ze względu na historię klasztoru często określany jako położony w sąsiedniej wsi Sieciechów, a także Sieciechów-Opactwo.

## Historia

### Kościół romański
Romański kościół opactwa benedyktynów zbudowany około 1230 roku nosił wezwanie Wniebowzięcia Matki Boskiej i Dziesięciu Tysięcy Żołnierzy Męczenników. Kościół romański miał długość 33 metrów i szerokość 8 metrów. Przypuszczalnie jego fundatorem był komes Sieciech, będący jednym z najważniejszych możnowładców w Polsce. W 1252 roku książę Bolesław Wstydliwy potwierdził nadania dla opactwa. W 1496 roku kościół przebudowano co potwierdza darowizna jaką przekazał Dersław z Chruślic w wysokości 50 grzywien. W 1580 roku kościół został inkastelowany przez opata Józefa Wereszczyńskiego. W 1682 roku kościół i klasztor spłonęły.

### Kościół barokowy
Obecnie istniejący kościół barokowy powstał w latach 1739-1767 pod nadzorem opatów Józefa Kurdwanowskiego i Wawrzyńca Bułharewicza. Prace wykończeniowe prowadził opat Leonard Prokopowicz, za przyczyną którego w latach 1769-1779 udekorowano wnętrze malowidłami ściennymi. Skrzydło klasztorne zbudowano w 1733 roku. W 1819 roku klasztor został skasowany, a jego majątek, z wyjątkiem budynków, został przejęty przez władze rosyjskie. W latach 1879–1884 kościół został odrestaurowany i przywrócony do kultu jako kościół parafialny dzięki staraniom parafian.

Podczas I wojny światowej kościół i klasztor zostały zniszczone w 1915 roku. W 1926 roku zakończono częściową odbudowę kościoła i wybranych budynków poklasztornych. Skrzydło południowo-zachodnie zostało całkowicie zniszczone, a część skrzydła południowo-wschodniego pozostaje w ruinie do dzisiaj. Po zniszczeniach II wojny światowej kościół został odnowiony w latach 1943-1946. W 1961 roku S.Wiliński odkrył fundamenty romańskiego kościoła.

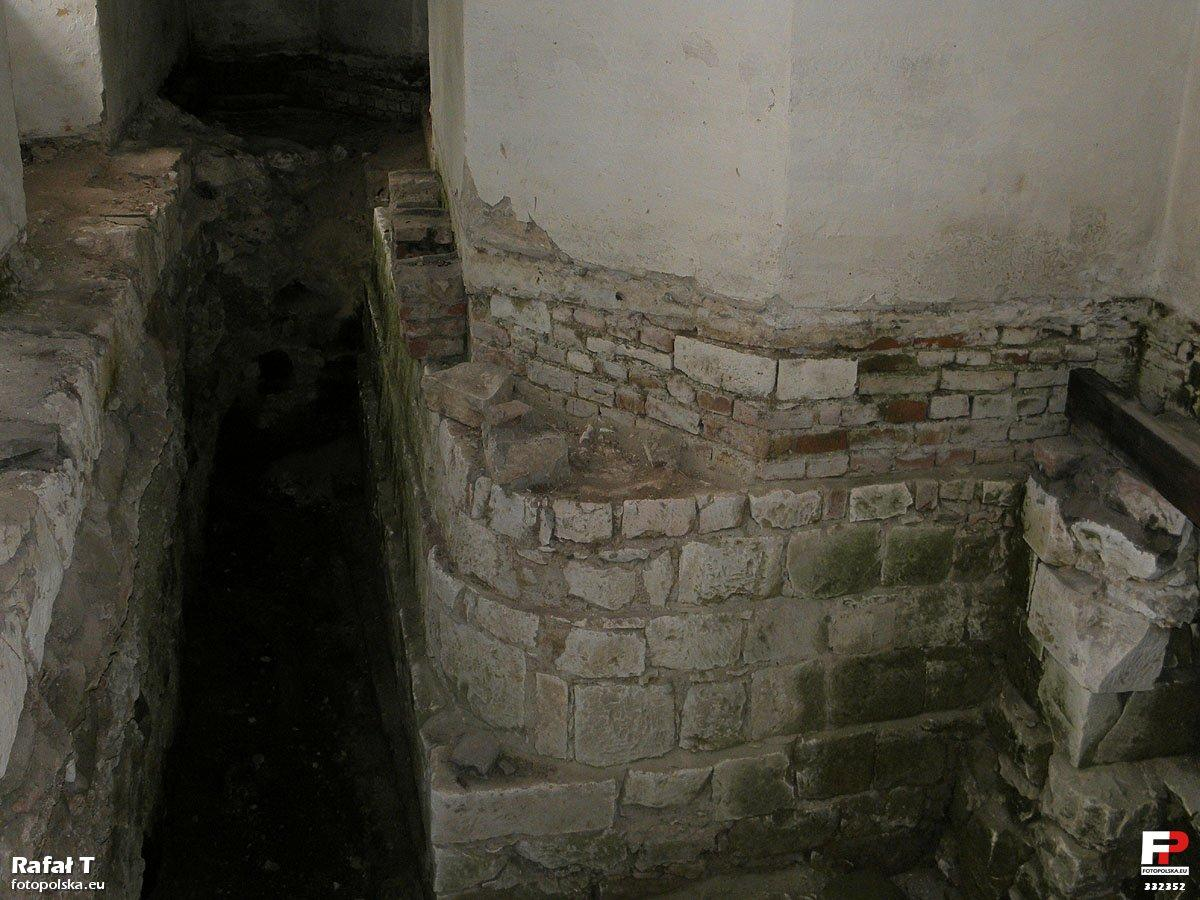
Mury kościoła romańskiego z XIII wieku
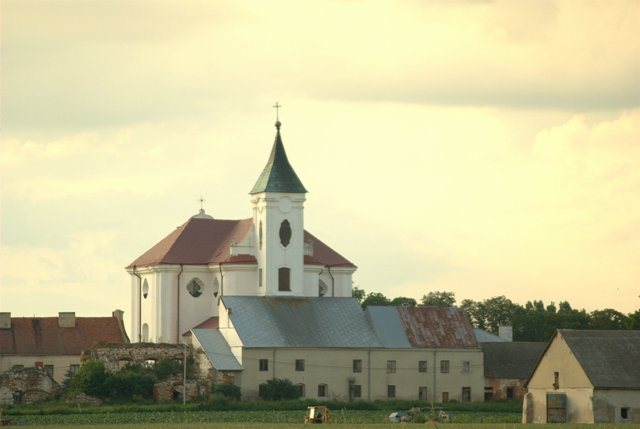
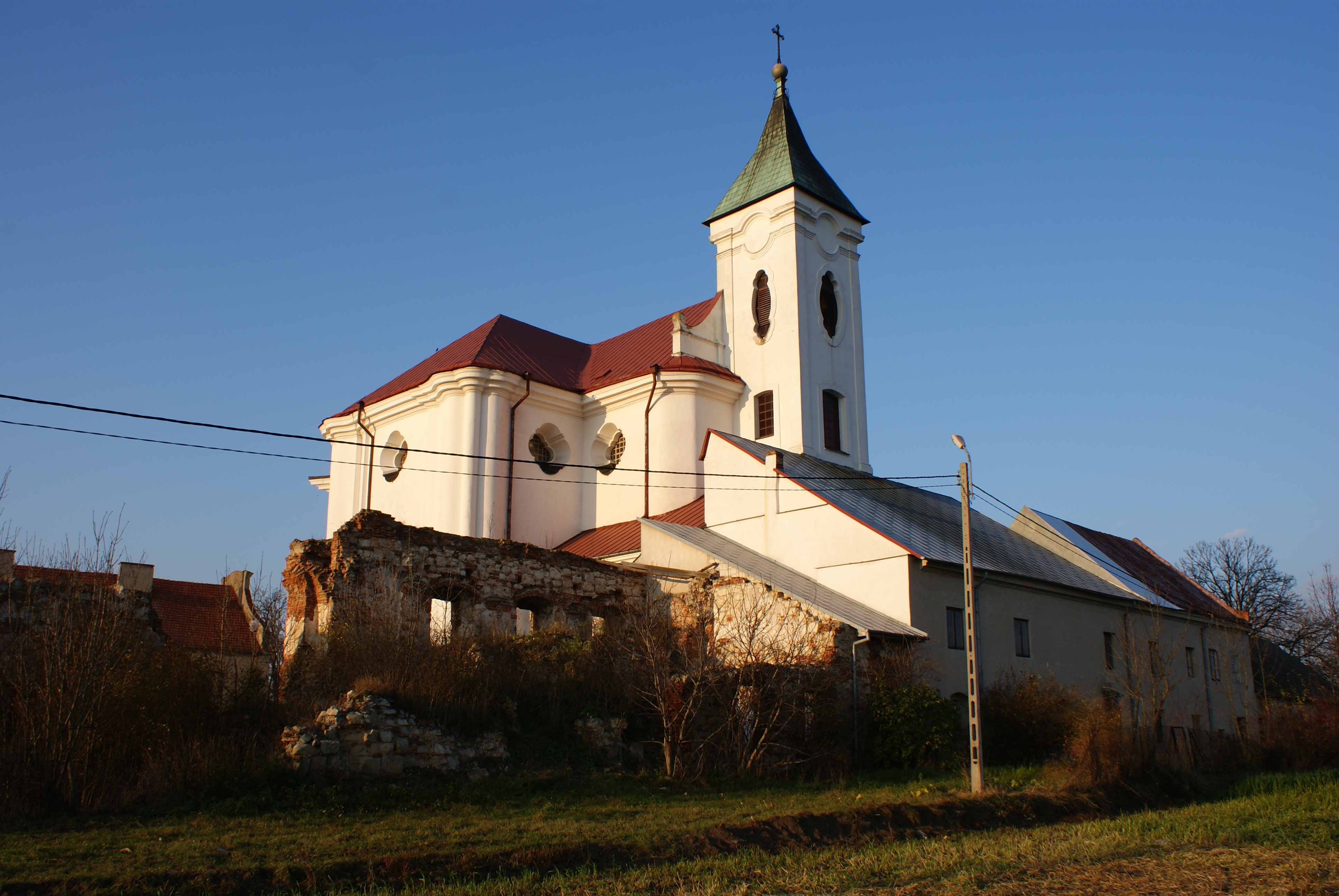
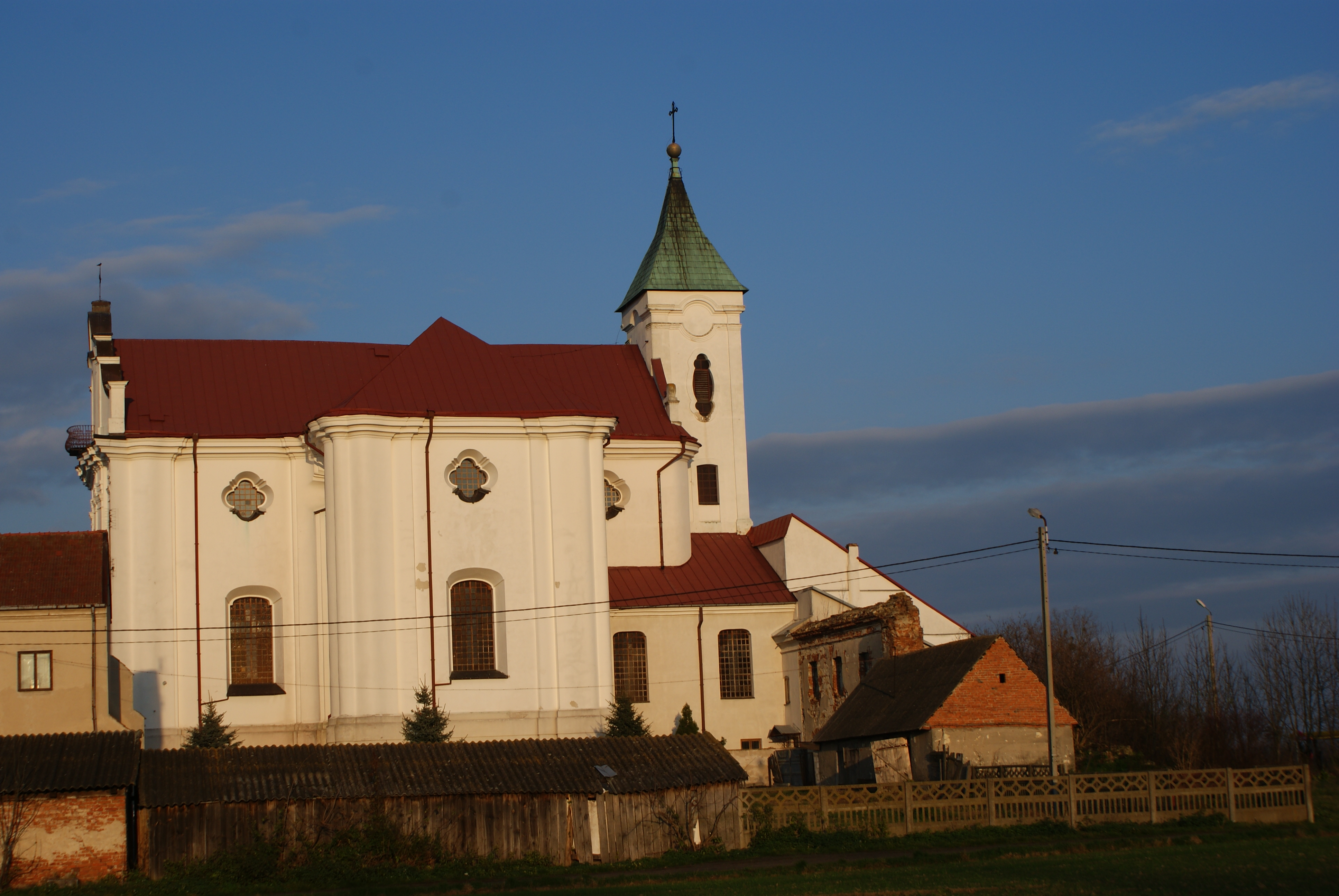
Kościół od strony zachodniej
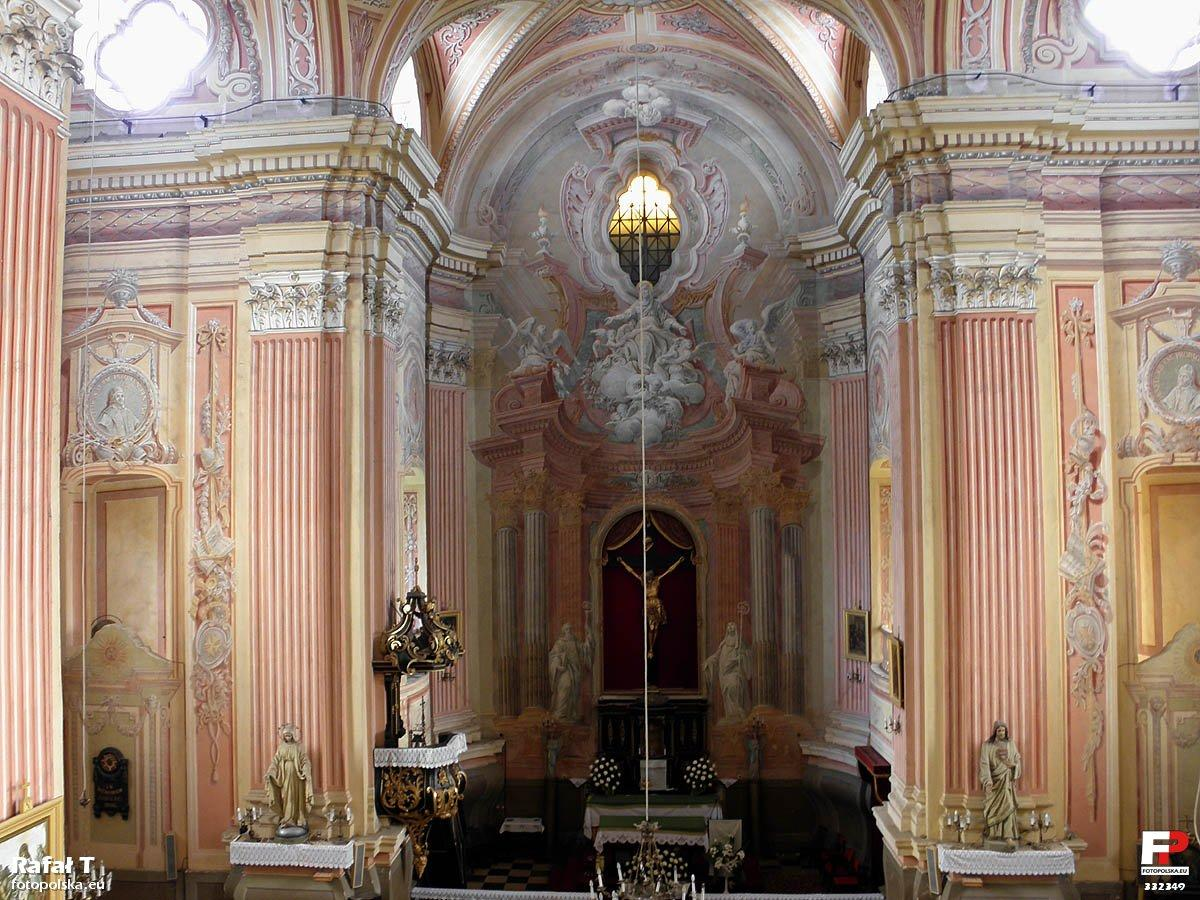
Wnętrze
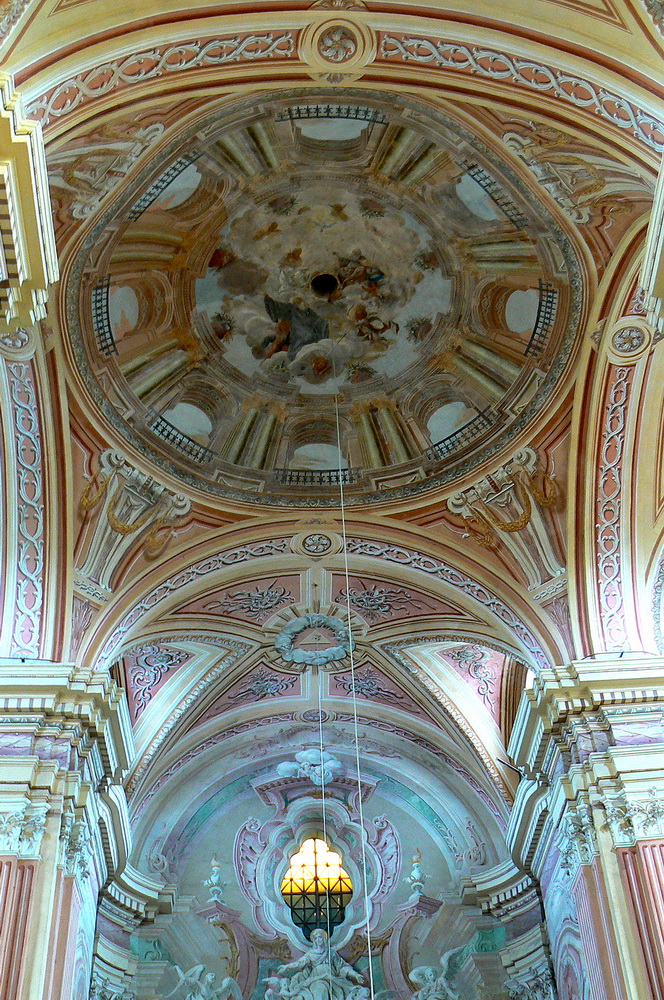
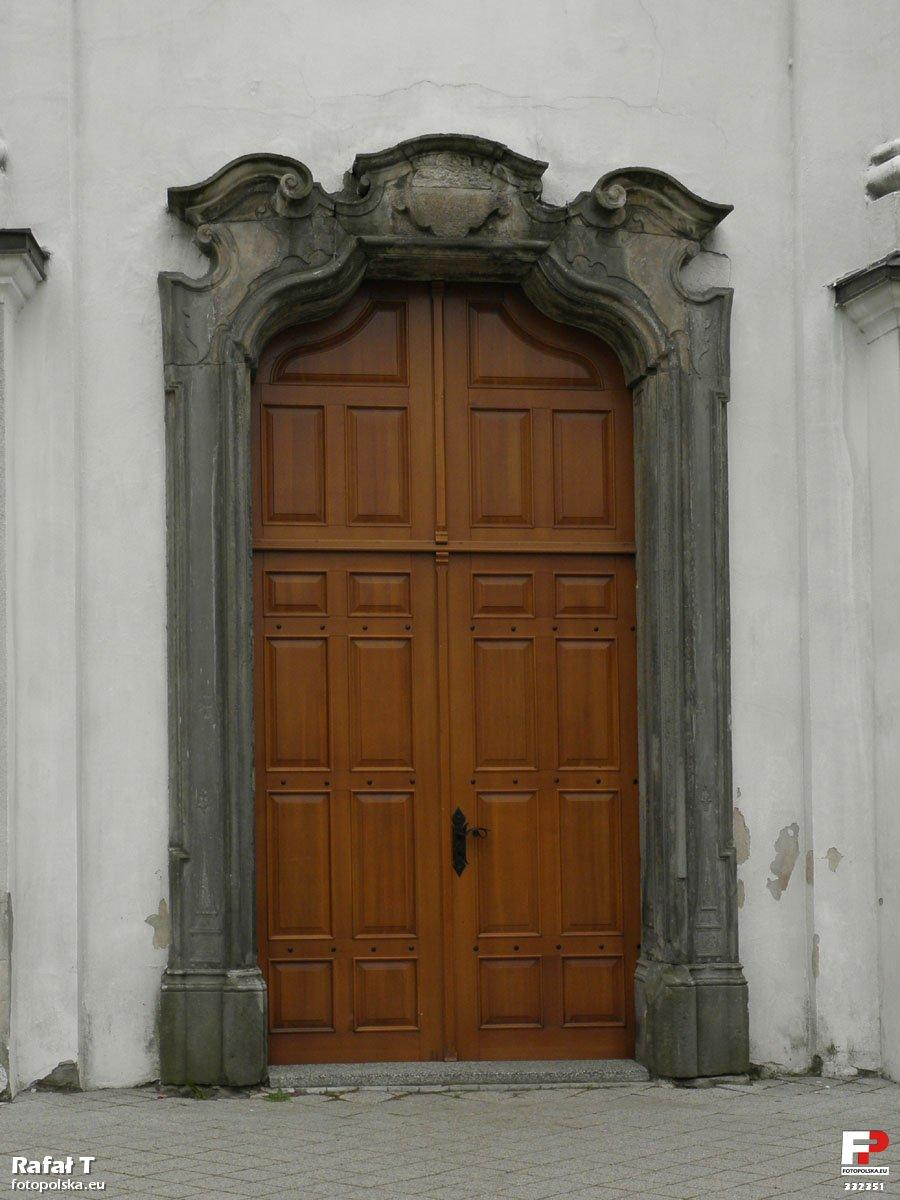
Portal barokowy
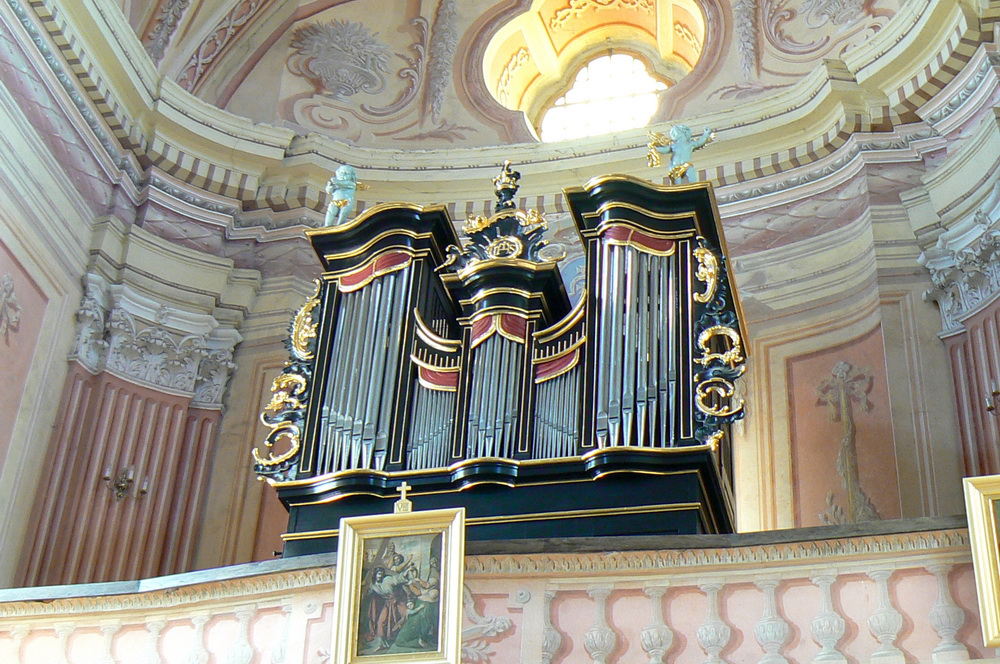
Organy